# Ali Abdullah Saleh
Ali Abdullah Saleh (al-Ahmar, 21. ožujka 1942. – Sana, 4. prosinca 2017.) bio je predsjednik Jemena. Od 1978. do 1990. je bio predsjednik Sjevernog Jemena, a nakon ujedinjenja Jemena 1990. je postao predsjednik novouspostavljene Republike Jemen. Zbog njegove autoritarne vlasti su 2011. izbili krvavi prosvjedi koji traže njegov odlazak s vlasti.

## Životopis
Ali Abdullah Saleh je rođen 21. ožujka 1942. u šijitskoj obitelji u Sjevernom Jemenu koja pripada plemenu Hashida. Nakon školovanja je postao časnik u vojsci Sjevernog Jemena. Godine 1977. ga je predsjednik al-Ghashmi imenovao vojnim guvernerom grada Taizza. Nakon što je al-Ghashmi ubijen 1978., parlament je Saleha imenovao novim predsjednikom. Godine 1983. je ponovo izabran na dužnost.
Njegovo najznačajnije postignuće je završetak pregovora o ujedinjenju s Južnim Jemenom koje je provedeno 1990. godine. U Južnom Jemenu je na vlasti bila Jemenska socijalistička partija koja je tamo uvela komunističku vlast. Nakon raspada SSSR-a slaba moć komunista, te su pristali na silazak s vlasti i ujedinjenje sa Sjevernim Jemenom. Nakon ujedinjenja je Saleh postao predsjednik jedinstvenog Jemena, a posljednji predsjednik Južnog Jemena Haidar Abu Bakr al-Attas je postao premijer.
Tijekom Zaljevskog rata 1990. je podržavao iračkog predsjednika Saddama Husseina, te je zbog toga Saudijska Arabija protjerala oko 7 milijuna jemenskih radnika, što je uzrokovalo veliku gospodarsku i socijalnu nestabilnost u Jemenu. Zbog potpore Saddamu Husseinu Jemen se našao u širokoj međunarodnoj izolaciji.
Godine 1994. su ostatci Jemenske socijalističke partije i ostale političke snage na jugu koje se nisu slagale s ujedinjenjem Jemena pokrenule pobunu i izbio je Jemenski građanski rat. Rat je završio predajom pobunjenika i učvršćivanjem Salehove moći.
Saleh je s vremenom razvio vrlo autoritarnu vlast i nije dopuštao nikakvu oporbu i demonstracije u zemlji. Izgradio je značajne veze sa zapadnim silama jer se protivio djelovanju al-Qaide koja ima značajnu moć među jemenskim plemenima koje Saleh ne kontrolira. Nakon rušenja predsjednika Tunisa Zine El Abidine Ben Alija i Egipta Hosnija Mubaraka 2011. su i u Jemenu izbili prosvjedi koji su tražili odlazak Saleha s vlasti (Arapsko proljeće). Saleh je obećao slobodne izbore 2013. na kojima se neće kandidirati, ali prosvjednici traže njegov trenutačni odlazak. Dana 3. srpnja 2011. su pobunjenici napali Salehovu rezidenciju, te je on pritom ranjen i otišao na liječenje u Saudijsku Arabiju. Potpredsjednika Abd al-Rab Mansur al-Hadija je imenovao svojim zamjenikom dok je na liječenju.
Saleh je potpisao sporazum Savjeta za zaljevsku suradnju u studenom 2011., čime je omogućio svom potpredsjedniku postati v.d. predsjednika sve do 21. veljače 2012; na taj datum potpredsjednik Abd al-Rab Mansur al-Hadi preuzima predsjedničku dužnost. 22. siječnja je jemenski parlament izglasao zakon kojim se Salehu daje imunitet od kaznenog progona te je napustio Jemen kako bi se liječio u SAD-u. Ubijen je 4. prosinca 2017.